# 銀座あたりでギン!ギン!ギン!
『銀座あたりでギン!ギン!ギン!』（ぎんざあたりでぎん!ぎん!ぎん!）は、研ナオコと志村けんが「けん♀♂けん」名義でリリースしたシングル。
2001年12月5日にポニーキャニオンからリリースされた。プロデュースはつんく♂が担当している。
研ナオコと志村けんによるデュエットソングで、志村が会社の新入社員、研が女性幹部という設定で歌唱しており、演歌調の始まり、ダンサブルなサビで踊らせてしまう愉快なナンバーとなっている。

## 批評
| 専門評論家によるレビュー | 専門評論家によるレビュー |
| レビュー・スコア         | レビュー・スコア         |
| 出典                     | 評価                     |
| ------------------------ | ------------------------ |
| CDジャーナル             | 肯定的                   |

『CDジャーナル』は、研と志村のデュエットに関して「息の合った掛け合いは絶品で、聴きどころ満載の一曲」と肯定的な評価を下している。

## 収録曲
| 全作詞・作曲: つんく。 |                                                     |           |            |                  |      |
| #                      | タイトル                                            | 作詞      | 作曲・編曲 | 編曲             | 時間 |
| 1.                     | 「銀座あたりでギン!ギン!ギン!」                     | つんく    | つんく     | 小西貴雄         | 4:49 |
| 2.                     | 「LOVE TOKYO NIGHT」                                | つんく    | つんく     | 鈴木 Daichi 秀行 | 3:14 |
| 3.                     | 「銀座あたりでギン!ギン!ギン!」(オリジナルカラオケ) | つんく    | つんく     |                  | 4:49 |
| 4.                     | 「LOVE TOKYO NIGHT」(オリジナルカラオケ)            | つんく    | つんく     |                  | 3:11 |
| 合計時間:              | 合計時間:                                           | 合計時間: | 16:03      |                  |      |

## タイアップ
- フジテレビ『変なおじさんTV』 #59 - #66エンディングテーマ